# Edward Rigby
Edward Rigby (* 5. Februar 1879 in Kent als Edward Coke; † 5. April 1951 in London) war ein englischer Charakterdarsteller.

## Frühes Leben
Rigby war der zweite Sohn von Dr. William Harriot Coke (1851–1922) und dessen aus Liverpool stammender Frau Mary Elizabeth (1850–1929).  Er genoss eine Ausbildung am Haileybury and Imperial Service College und Wye Agricultural College. Unter seinem echten Namen Edward Coke diente er in der Artists’ Rifles und Royal Field Artillery im Ersten Weltkrieg und wurde mit dem Military Cross bedacht, da er sich durch besondere Tapferkeit ausgezeichnet hatte.
1912 heiratete er Phyllis Muriel Austin, eine Autorin von Romanen. Ihr gemeinsamer Sohn, Cyril Edward Rigby Coke (1914–1993), war Regisseur. Dieser war mit Muriel Young (1923–2001), einer Moderatorin, verheiratet.

## Bühne- und Filmkarriere
Rigby hatte seinen Bühnenpremiere im Jahre 1900 im Grand Theatre in Fulham. Später tourte er durch Australien, die USA und Kanada. 1910 drehte er seinen ersten Film, den Stummfilm The Blue Bird. Es folgten 150 Filme zwischen 1933 und 1951.

## Tod
Er brach auf einer Straße in Richmond in London zusammen und wurde ins Richmond Hospital gebracht, wo sein Tod festgestellt wurde. Im  Krematorium von Mortlake wurde er am 11. April 1951 eingeäschert.

## Filmografie (Auswahl)
- 1910: The Blue Bird (Kurzfilm)
- 1935: George bricht alle Rekorde (No Limit)
- 1937: Jung und unschuldig (Young and Innocent)
- 1938: Der Lausbub aus Amerika (A Yank at Oxford)
- 1940: Die Sterne blicken herab (The Stars Look Down)
- 1941: Major Barbara
- 1941: Kipps – Roman eines einfachen Menschen (Kipps)
- 1942: Went the Day Well?
- 1943: Spionagering M (They Met in the Dark)
- 1944: A Canterbury Tale
- 1945: Perfect Strangers
- 1948: Die seidene Schlinge (Noose)
- 1949: Kampf ums Geld (A Run for Your Money)
- 1949: Columbus (Christoper Columbus)
- 1950: Das doppelte College (The Happiest Days of Your Life)
- 1950: Der Dreckspatz und die Königin (The Mudlark)
- 1951: Der dreizehnte Gast (Circle of Danger)